# L'Humanité en péril
L'Humanité en péril (Aliens of London) est le quatrième épisode de la Saison 1 de la seconde série télévisée Doctor Who. C'est le premier épisode en deux parties avec sa suite Troisième Guerre mondiale depuis le retour de la série. Il introduit les Slitheens, des ennemis qui reviennent de façon récurrente dans la série dérivée The Sarah Jane Adventures. Il marque également la première apparition des personnages de Toshiko Sato et d'Harriet Jones.

## Résumé
Le Docteur ramène Rose Tyler chez elle 12 mois au lieu de 12 heures après son départ. Sa mère Jackie Tyler, qui l'a signalée disparue, et son petit ami Mickey Smith qui s'est retrouvé suspecté par la police, réclament des explications, mais Rose ne peut les donner. Sur ce, un vaisseau spatial s'écrase de façon spectaculaire dans la Tamise en plein centre de Londres. Le Docteur est enchanté d'assister au premier contact entre les terriens et des extra-terrestres, et suit les événements à la télévision où l'on affirme qu'un corps extra-terrestre a été transporté au London Albion Hospital. Le Docteur se rend compte que le vaisseau a été lancé depuis la terre, et menant l'enquête à l'hôpital, découvre que son occupant est un cochon modifié par des extra-terrestres. Pendant ce temps, le premier ministre du Royaume-Uni étant introuvable, trois députés nommés Joseph Green, Margaret Blaine et Oliver Charles, prennent le contrôle des opérations. Une députée modeste et effacée, Harriet Jones (Penelope Wilton), qui cherche à communiquer une idée au Premier ministre, s'introduit au 10 Downing Street et découvre que le trio s'avère être en fait des extra-terrestres corpulents qui se cachent dans des corps humains. Celui ayant pris l'identité d'Oliver Charles assassine un haut gradé, le général Asquith (Rupert Vansittart), et prend son apparence.
Le Docteur finit par expliquer qui il est et montre le TARDIS à Mickey et à Jackie. Cette dernière, paniquée, le dénonce aux autorités. Il se retrouve réquisitionné, ainsi que Rose, et le duo est amené au 10 Downing Street où Harriet Jones emmène Rose à l'écart pour lui raconter sa découverte. Lors d'une conférence avec des experts en extra-terrestres, le Docteur comprend enfin que le but du stratagème était précisément de les réunir tous de façon à se débarrasser d'eux. Le faux général Asquith révèle sa véritable apparence et électrocute les experts. Harriet et Rose, qui ont trouvé le cadavre du Premier Ministre dans un placard, sont attaquées par Margaret Blaine, et Jackie et Mickey par un faux agent de police également extra-terrestre. L'épisode se conclut dans cette triple situation de danger.

## Distribution
- Christopher Eccleston : Le Docteur
- Billie Piper : Rose Tyler
- Camille Coduri : Jackie Tyler
- Noel Clarke : Mickey Smith
- Penelope Wilton : Harriet Jones
- Naoko Mori : Dr Toshiko Sato
- Rupert Vansittart : Général Asquith
- Annette Badland : Margareth Blaine
- Morgan Hopkins : Sergent Price
- Lachele Carl : Journaliste de télévision